# Higueras de Baila
Higueras de Baila är en ort i Mexiko.   Den ligger i kommunen Culiacán och delstaten Sinaloa, i den centrala delen av landet, 1 000 km nordväst om huvudstaden Mexico City. Higueras de Baila ligger 18 meter över havet och antalet invånare är 192.
Terrängen runt Higueras de Baila är platt. Runt Higueras de Baila är det ganska tätbefolkat, med 100 invånare per kvadratkilometer. Närmaste större samhälle är El Rosario, 12,2 km nordväst om Higueras de Baila. Trakten runt Higueras de Baila består till största delen av jordbruksmark.